# Nő hullámok között
A Nő hullámok között Gustave Courbet alkotása, amely a New York-i Metropolitan Művészeti Múzeum gyűjteményének része.
1864 és 1868 között Courbet számos női aktot festett, ez a képe 1868-ban készült. Az aktsorozatok elkészítésében valószínűleg közrejátszott, hogy az 1863-as éves párizsi képzőművészeti kiállításon (Salon) zajos sikert aratott Alexandre Cabanel, ma a Musée d’Orsay-ban látható alkotása, a Vénusz születése. A Nő a hullámok között is a mitológiai történetet idézi fel, ahogy az istennő kiemelkedik a tengerből. Courbet mindazonáltal ravaszul szembeszegül a hagyományos testábrázolással, amikor látni engedi a nő hónaljszőrzetét, és szinte tapinthatóan ábrázolja őt.
A festő 1873-ban adta el a képet Paul Durand-Ruel műkereskedőnek, majd 1893-ban az amerikai Havemeyer házaspár vásárolta meg. Az ő gyűjteményükből került a Metropolitan Művészeti Múzeumba.